# パーヴェル・ニコラエヴィチ・デミドフ

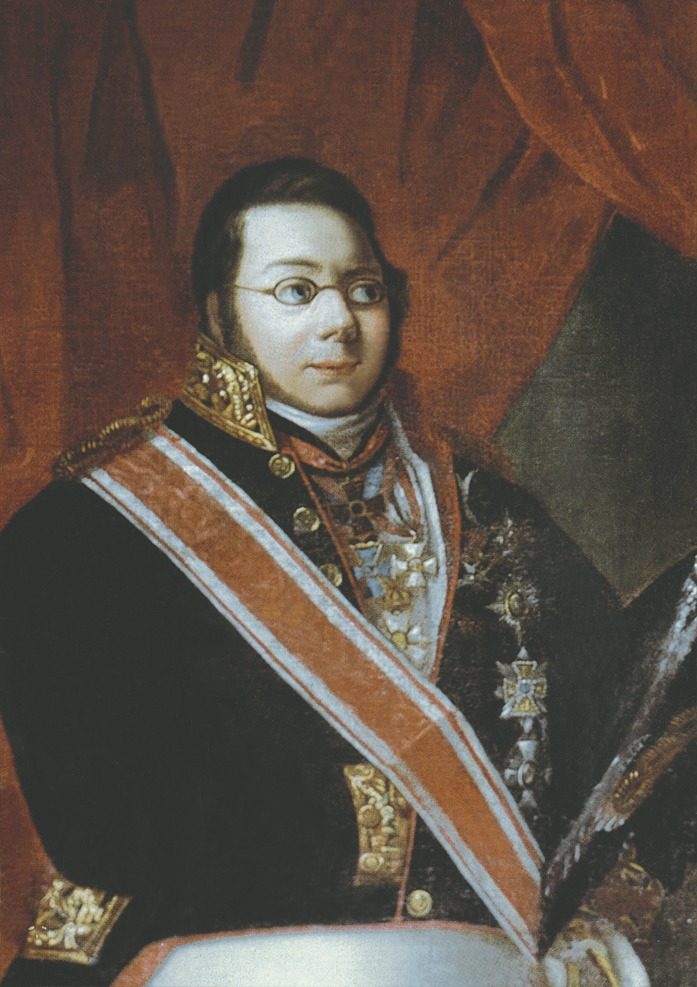
パーヴェル・ニコラエヴィチ・デミドフ伯爵

パーヴェル・ニコラエヴィチ・デミドフ（Павел Николаевич Демидов, 1798年9月6日 パリ - 1840年3月25日 マインツ）は、ロシアの貴族、伯爵、政治家。大富豪デミドフ家の一員。
ニコライ・デミドフ伯爵とその妻エリザヴェータ・ストロガノヴァの長男として生まれた。1812年、父が組織した歩兵連隊に所属し、ボロジノの戦いに参加した。ナポレオン戦争後は近衛騎兵連隊に所属した。1828年、デミドフは有名なサンシー・ダイヤモンドを購入している。1831年に連隊長になると軍を退役し、文官に転じてクルスク州知事となった。同じ1831年には、科学に貢献した人物に贈られるデミドフ賞を創設した（受賞者決定権はロシア科学アカデミーにあった）。デミドフはニコライ1世の妻アレクサンドラ・フョードロヴナの女官で、美人の誉れ高いアウローラ・シェルンヴァル男爵令嬢と結婚し、一人息子パーヴェルをもうけた。